# Burza piaskowa

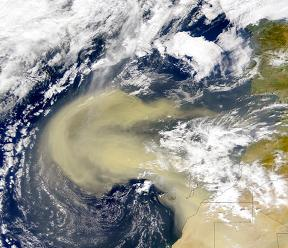
Zdjęcie burzy piaskowej wykonane 26 lutego 2000 roku. Chmura pyłu 4 marca dotarła do Ameryki Południowej

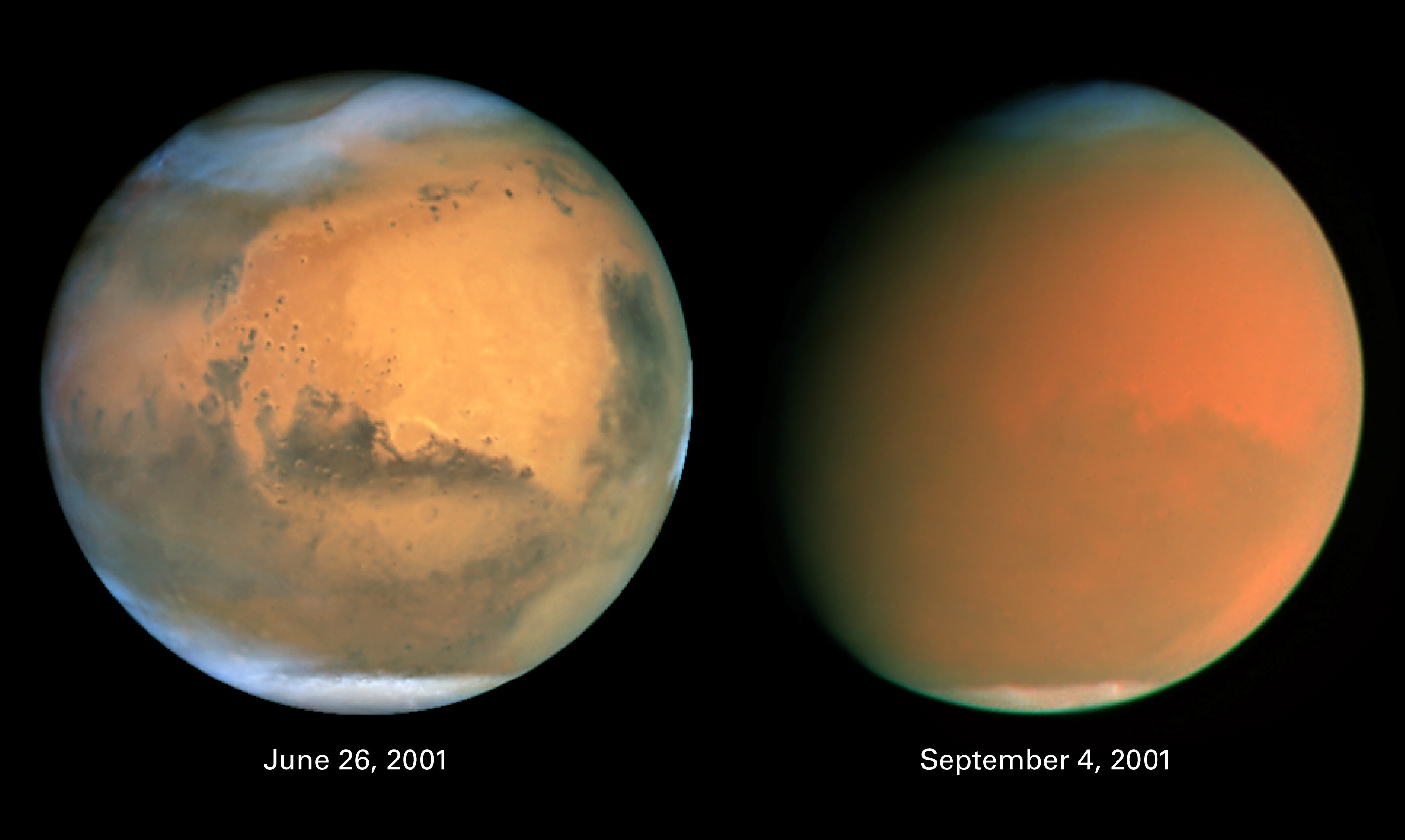
Gigantyczna burza piaskowa na Marsie w 2001

Burza piaskowa (burza pyłowo-piaskowa) to zjawisko atmosferyczne wywołane przez silne wiatry związane z wtargnięciem chłodnego powietrza polarnego na ciepłe obszary pustynne i półpustynne lub przez feny napotykające na swojej drodze luźny materiał skalny, zwietrzelinę, piasek i pył.
Burza piaskowa powstaje zazwyczaj wskutek konwekcji powietrza. Promienie Słońca rozgrzewają piasek, co powoduje podgrzanie mas powietrza znajdującego się bezpośrednio nad nim, co z kolei powoduje wzniesienie się gorącego powietrza, a ruch powietrza powoduje zmianę ciśnienia i powstanie silnego wiatru.
Największe z burz piaskowych sięgają do 2,5 km wysokości, niektóre z nich są widoczne z kosmosu.
Burze piaskowe lub pyłowe występują głównie na Wielkich Równinach w Ameryce Północnej, na Półwyspie Arabskim, pustyni Gobi w Mongolii, Saharze oraz innych pustynnych obszarach na świecie.
Burze piaskowe występują także na Marsie, na skalę znacznie większą niż na Ziemi. Niektóre z marsjańskich burz pokrywają nawet całą planetę i trwają nawet kilkaset dni.